# 卡薩德爾奧羅 (亞利桑那州)
卡薩德爾奧羅（英語：Casa del Oro）是位於美國亞利桑那州皮納爾縣的一個非建制地區。該地的面積和人口皆未知。

## 地理
卡薩德爾奧羅的座標為32°34′39″N 110°50′40″W / 32.57750°N 110.84444°W，而該地的平均海拔高度為1179米（即3868英尺）。